# Metailurus

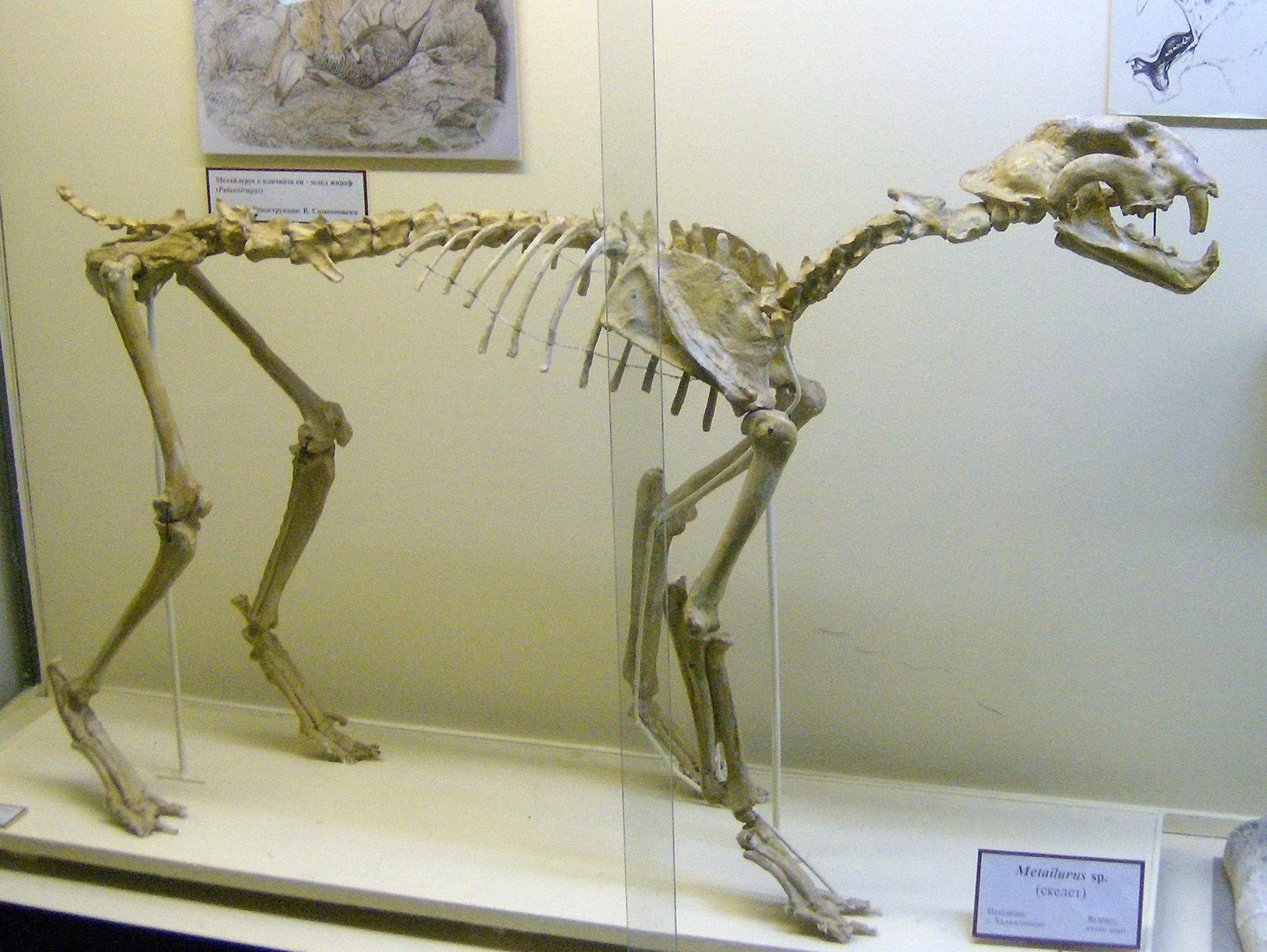
Esqueleto reconstruído de Metailurus

Metailurus é um gênero de felino extinto com dentes de sabre da família Felidae, pertencente à tribo Metailurini, que viveu na Eurásia e África durante o Mioceno superior e Plioceno médio.
Metailurus foi nomeado por Zdansky (1924). Foi atribuído a Felidae por Carroll (1988).
Metailurus é conhecido como um "falso felino dente de sabre", porque, em vez de dentes de sabre verdadeiros, tem um cruzamento entre longas, dentes de sabre planos e como lâminas e os mais curtos em forma de cone,como o de moderno felinos. Os caninos são mais do que até mesmo o leopardo nublado , mas significativamente menor do que os dentes de sabre verdadeiros e mais cônico do que lâmina. Devido à natureza fragmentária de fósseis Metailurus, o número de espécies está sujeito a debate.